# Lenguas de Guayana Francesa
El panorama lingüístico en la Guayana Francesa es muy diverso y complejo. Esta zona es multilingüe pues se habla un conjunto grande y heterogéneo de idiomas. En el departamento el idioma oficial es el francés, pero el más hablado es el criollo francoguayanés de base léxica francesa y otros como el inglés traído por los guyaneses y estadounidenses. La amazonía francoguayanesa alberga varias lenguas nativas de la zona. También el portugués está presente en su amazonía traído por los brasileños. El español está presente en menor medida en toda Guayana Francesa. Este idioma ha sido traído principalmente por los peruanos, colombianos y dominicanos que llegaban a Cayena. El neerlandés está presente desde tiempos de la colonia en la frontera con Surinam. El criollo haitiano está presente en la región traído por haitianos.

## Lenguas
En la amazonia francoguayanesa existen diversas lenguas hablantes y en menor medida en la costa de Guayana Francesa, por ejemplo el idioma caribeño traído desde las islas del Caribe, los idiomas asiáticos y africanos traídos por los franceses.

### Lenguas amerindias
Arahuac, emerillon (o teko), kali'na, palikur, wayana, wayampi.

### Criollo francoguayanés
Es el idioma más hablado en la Guayana Francesa, mayormente por la población de escasos recursos y por la clase media. A pesar de que no es oficial, es usado por más de la mitad de la región, desde los años en que la Guayana Francesa tenía todavía el estatus de colonia. Es una mezcla del francés, de las lenguas nativas de la región y de las lenguas africanas de los esclavos africanos.

### Francés
En la Guayana Francesa, el idioma más extendido en la élite francesa y en las instituciones públicas y en las privadas es el francés. Llegó con los colonos franceses el año de 1604, pero solo era hablado por la minoría blanca. Tiempo después el Imperio Francés decide hacer sentir su presencia en Sudamérica y manda a gran cantidad de población francesa diciéndoles que Guayana Francesa es un paraíso, que en ese lugar hay grandes fortunas y que está repleta de abundantes minerales como el oro. Esto no fue suficiente ya que muchos colonos regresaron a Francia frustrados por las mentiras del Imperio sobre la Guayana Francesa. Esto provocó que las personas de clase media o de clase alta se negaran a ir a Sudamérica. Francia no tuvo otra opción que enviar a personas de mal vivir y obligar que los esclavos, tanto africanos como indochinos, aprendieran el francés europeo.

### Neerlandés
El idioma siempre estuvo presente por la vecindad con Surinam cuyas fronteras casi no se han modificado. El idioma llegó a ser importante cuando el Reino Unido obtuvo control total de Surinam y obligó el uso del inglés en ese país. Debido a ello muchos surinamenses huyeron a los países y a las colonias cercanos, los cuales fueron Brasil y Guayana Francesa donde había libertad de idiomas. Cuando Surinam logró su independencia muchos neerlandeses deciden volver a su país y de esa manera se redujo en la Guayana Francesa el uso de este idioma.

### Lao
El idioma laosiano, también llamado lao, llegó con los esclavos indochinos provenientes de la Indochina Francesa. Actualmente, el idioma está casi extinto en la Guayana Francesa porque muchos de sus hablantes prefieren hablar francés o inglés para poder conseguir trabajo en Cayena u otros lugares de la región. También cabe recordar que en tiempo de la colonia los idiomas de los esclavos (entre ellos el idioma lao) fue prohibido y reemplazado por el francés.

### Portugués
El portugués, al igual que el neerlandés, siempre estuvo presente en la Guayana Francesa. Los portugueses fueron unos de los primeros europeos en explorar esa zona, dejando así su idioma en varias partes del departamento de ultramar. En la actualidad el idioma se encuentra fuertemente influyente en la Guayana Francesa pues es el tercer idioma más hablado en la región. Muchos brasileños cruzan la frontera franco-brasileña a diario para ingresar en la eurozona, llevando consigo sus creencias, costumbres e idioma.

### Inglés
El inglés es un idioma bastante utilizado para hacer negocios particularmente con los estadounidenses y guyaneses, y anteriormente con los británicos, quienes fueron los responsables de traer el idioma a la Guayana Francesa. En la actualidad hay poblaciones de habla inglesa que ya se han asentado permanentemente en varios lugares del departamento de ultramar. A diferencia del portugués y hasta del francés, es uno de los idiomas que más ha crecido en las últimas décadas.

### Criollo haitiano
El idioma llegó con los esclavos del Caribe, mayormente de Saint-Domingue (actual Haití y República Dominicana) estableciéndose en la costa de la Guayana Francesa. Este idioma, a diferencia del idioma Lao, logró sobrevivir al paso de los años y es unos de los idiomas más influyentes en la Guayana Francesa.

### Español
Es el idioma más reciente en la Guayana Francesa y su llegada no fue por parte de los españoles, sino por los hispanoamericanos, en especial los peruanos que constituyen la segunda colonia más grande de la Guayana Francesa (después de los brasileños) y la mayor de hispanohablantes. Al igual que los brasileños, llegaron debido a la eurozona en busca de mejoras económicas. Muchos hispanohablantes se reúnen en la Plaza de los Peruanos y en la Plaza de las Palmeras.